# Ben Folds Five
Ben Folds Five är en amerikansk pianorockgrupp som bildades 1993 i Chapel Hill i North Carolina. Gruppen består av Ben Folds (piano, sång), Robert Sledge (elbas, bakgrundssång) och Darren Jessee (trummor, bakgrundssång). Folds har skrivit de flesta av gruppens låtar.

## Historia
Trots sitt namn är gruppen alltså en trio. Den främsta orsaken till namnet, förutom en vilja att skämta, var att det lät bättre än "Ben Folds Three".
Ben Folds Five har släppt fyra studioalbum, ett samlingsalbum med B-sidor och liveframträdanden, ett livealbum samt ett antal singlar. De har nått viss kommersiell framgång inom den alternativa rocken. Deras mest kända låt är "Brick", som släpptes 1997.
Ben Folds Fives musik är inspirerad av jazz, vilket märks i de många improvisationerna i deras låtar. Folds själv har kallat deras musik för "punkrock för mesar" (punk rock for sissies). Deras liveframträdanden präglas av energi och improvisationer.
Ben Folds Five splittrades i oktober 2000, men medlemmarna fortsatte att vara vänner. Efter splittringen har Folds haft en framgångsrik solokarriär. Sledge gick med i bandet International Orange, som dock splittrades 2005. Jessee bildade ett nytt band, Hotel Lights.
Ben Folds Five återförenades för en konsert i september 2008 i Chapel Hill där de spelade sitt album The Unauthorized Biography of Reinhold Messner i dess helhet. Konserten var den första i Myspaces konsertserie Front to Back.
2011 återförenades Ben Folds Five igen för att spela in tre låtar till Folds samlingsalbum The Best Imitation of Myself: A Retrospective.
2012 släppte gruppen ett nytt studioalbum för första gången på 13 år, The Sound of the Life of the Mind. Under samma år genomförde gruppen även en världsturné, som 2013 resulterade i livealbumet Live.

## Diskografi

### Album
- Ben Folds Five (1995)
- Whatever and Ever Amen (1997; återutgiven 2005)
- Naked Baby Photos (1998)
- The Unauthorized Biography of Reinhold Messner (1999)
- The Sound of the Life of the Mind (2012)
- Live (2013)

### Singlar
- "Jackson Cannery" (1994)
- "Underground" (1996)
- "Where's Summer B.?" (1996)
- "Philosophy" (1996)
- "Uncle Walter" (1996)
- "Battle of Who Could Care Less" (1997)
- "Kate" (1997)
- "One Angry Dwarf and 200 Solemn Faces" (1997)
- "Brick" (1997)
- "Song for the Dumped" (1997)
- "Army" (1999)
- "Don't Change Your Plans" (1999)
- "Do It Anyway" (2012)
- "Draw a Crowd" (2013)

### DVD
- The Complete Sessions at West 54th (1999)